# Pseudohovatoma carmonai
Pseudohovatoma carmonai is een keversoort uit de familie boktorren (Cerambycidae). De wetenschappelijke naam van de soort is voor het eerst geldig gepubliceerd in 1952 door Paramacrotoma Ferreira & Veiga Ferreira.